# Симон Август (Липе)
Симон Август фон Липе (на немски: Simon August zur Lippe-Detmold) е от 1734 до 1782 г. граф на Графство Липе-Детмолд.

## Биография
Роден е на 12 юни 1727 година в Детмолд. Той е син на граф Симон Хайнрих Адолф фон Липе-Детмолд (1694 – 1734) и съпругата му принцеса Йохана Вилхелмина фон Насау-Идщайн (1700 – 1756), дъщеря на принц Георг Август Самуел фон Насау-Идщайн и принцеса Хенриета Доротея фон Йотинген-Йотинген. По-голям брат е на граф Лудвиг Адолф (1732 – 1800) и граф Вилхелм Алберт Ернст (1735 – 1791). Негова сестра е Хенриета Августа (1725 – 1777), омъжена за херцог Фридрих фон Шлезвиг-Холщайн-Глюксбург.
До 1747 г. Симон Август управлява под опекунството на майка му. Той строи Бад Майнберг на бално-лечебница. През 1775 г. създава подпомагаща каса за нуждаещите се. Според преброяването от 1776 г. неговата страна има 49 416 жители.
Умира на 1 май 1782 година в Детмолд, Германия, на 54-годишна възраст. Неговият син Леополд I поема на 5 ноември 1789 г. управлението и същата година прави паметник на баща си в тогавашната увеселителна градина (днес в паркалеята пред парк Бад Майнберг).

## Фамилия
Симон Август се жени четири пъти.
Първи брак: на 24 август 1750 г. в Кирххаймболанден с принцеса Луиза Поликсена фон Насау-Вайлбург (* 27 януари 1733; † 27 септември 1764), дъщеря на княз Карл Август фон Насау-Вайлбург и принцеса Августа Фридерика фон Насау-Идщайн, дъщеря на княз Георг Август Самуел фон Насау-Идщайн. Те имат една дъщеря:
- Вилхелмина Каролина (1751 – 1753)

Втори брак: на 28 септември 1765 г. в Десау с принцеса Мария Леополдина фон Анхалт-Десау (* 18 ноември 1746; † 15 април 1769), дъщеря на княз Леополд II Максимилиан фон Анхалт-Десау и принцеса Гизела Агнес фон Анхалт-Кьотен. Те имат един син:
- Вилхелм Леополд I (1767 – 1802), княз на Липе, женен 1796 г. за принцеса Паулина Христина фон Анхалт-Бернбург (1769 – 1820)

Трети брак: на 9 ноември 1769 г. в Десау с принцеса Казимира фон Анхалт-Десау (* 19 януари 1749; † 8 ноември 1778), дъщеря на княз Леополд II Максимилиан фон Анхалт-Десау и принцеса Гизела Агнес фон Анхалт-Кьотен. Те имат един син:
- Казимир Август (1777 – 1809)

Четвърти брак: на 26 март 1780 г. в Браунфелс с принцеса Христина Шарлота Фридерика (* 30 август 1744; † 16 декември 1823), дъщеря на княз Фридрих Вилхелм фон Золмс-Браунфелс и графиня София Магдалена Бенигна фон Золмс-Лаубах-Утфе. Те нямат деца.
- Мария Леополдина фн Анхалт-Десау, княгиня на Липе-Детмолд, 1765
- Казимира фон Анхалт-Десау